# تيد أريسون
تيد أريسون (بالعبرية: תד אריסון‏) كان رجل أعمال إسرائيلي شارك مع كنوت كلوستر في تأسيس شركة الخطوط البحرية النرويجية في عام 1966، وسرعان ما غادر ليؤسس شركة كارنيفال للرحلات البحرية في عام 1972.

## نشأته
ولد أريسون تحت اسم ثيودور أريسون في 24 فبراير 1924 في تل أبيب (في ذلك الوقت كانت فلسطين تحت الانتداب البريطاني) لوالده مئير، وهو رجل أعمال ثري، ووالدته فيرا آريسون. كان من الجيل الثالث من "سابرا" (اليهود المولودين في إسرائيل) ذو أصول يهودية رومانية، ودرس التجارة والاقتصاد في الجامعة الأميركية في بيروت. خلال الحرب العالمية الثانية، جند في اللواء اليهودي في الجيش البريطاني وحارب في إيطاليا. بعد رحيل البريطانيين، خدم كضابط في الجيش الإسرائيلي خلال حرب 1948، ووصل في النهاية إلى رتبة مقدم.

## أعماله
```
قام آريسون بعد عام 1952 بإنهاء أعماله في إسرائيل وانتقل إلى الولايات المتحدة لشعورة المحبط بسبب قلة فرص العمل، أخذ عائلته إلى نيويورك في عام 1954 وانتقل إلى ميامي في ولاية فلوريدا في عام 1966، حيث شارك في تأسيس خطوط نرويجيان للرحلات البحرية في عام 1966 مع كنوت كلوستر. وانتهت الشراكة بشكل سيء في عام 1971، وقام آريسون بعد خروجه بتأسيس خطوط كارنيفال للرحلات البحرية في عام 1972، والتي حقق ثروته من خلالها.
[
2
]
```

في عام 1981، أسس المؤسسة الوطنية للنهوض بالفنون ومقرها ميامي. كما جلب كرة السلة الاحترافية إلى جنوب فلوريدا من خلال تشكيل فريق ميامي هيت في عام 1988، وأنشأ مؤسسة آريسون، وهي مؤسسة خيرية، في إسرائيل والولايات المتحدة.
طرح خطوط كارنيفال للرحلات البحرية للاكتتاب العام في سوق الأسهم في بورصة نيويورك في يوليو 1987، قبل شهر واحد من ذروة سوق الأسهم والانهيار الشهير في أكتوبر 1987. وبالتالي، فإن وجود كارنيفال في سوق الأسهم والارتفاع الذي تلا الانهيار الشهير في أكتوبر 1987 حتى عام 1999 دفع آريسون ليصبح واحداً من أغنى الأشخاص في العالم.